# Heterohyrax brucei
Heterohyrax brucei је сисар из реда дамана.

## Угроженост
Ова врста није угрожена, и наведена је као последња брига јер има широко распрострањење.

## Распрострањење
Ареал врсте Heterohyrax brucei обухвата већи број држава. 
Врста има станиште у Алжиру, Египту, Судану, Етиопији, Јужноафричкој Републици, Анголи, Сомалији, Замбији, Зимбабвеу, Кенији, Танзанији, Боцвани, Бурундију, ДР Конгу, Мозамбику, Еритреји, Малавију, Намибији, Руанди и Уганди.

## Станиште
Станиште врсте су брдовити и каменити предели до 3800 метара надморске висине.